# Círculo de Bayreuth
El Círculo de Bayreuth (en alemán Der Bayreuther Kreis) fue el nombre aplicado originalmente por algunos autores a los seguidores de la música del compositor alemán Richard Wagner, que asistieron y apoyaron el Festival anual de Bayreuth a finales del siglo XIX y principios del siglo XX. Como algunos de estos seguidores abrazaron las políticas nacionalistas alemanas y algunos de ellos eran partidarios de Adolf Hitler, a partir de la década de 1920 en adelante, este grupo de personas ha sido asociada por algunos autores con el auge del nazismo.

## El Círculo de Bayreuth original
El término «Círculo de Bayreuth» se aplicó originalmente a los entusiastas de la música de Richard Wagner, que también se asociaron o estuvieron suscritos a la publicación Bayreuther Blätter, fundada en la década de 1880 por el propio Wagner y editada por Hans von Wolzogen. Esta revista, además de que contenía artículos del propio Wagner sobre temas políticos, estéticos y sociales, fue también fuertemente nacionalista y antisemita. Tuvo una pequeña difusión y no fue políticamente influyente.
Después de la muerte del compositor en 1883, su segunda esposa, Cósima, continuó la propagación de lo que ella entendía que eran los puntos de vista de su marido, apoyada por un numeroso grupo de antisemitas, como Houston Stewart Chamberlain y Ludwig Schemann. Este, fundador de la Sociedad Alemana Gobineau, «hizo mucho para que el término "ario" de Gobineau se pusiera de moda entre los racistas alemanes». Chamberlain, que escribió un influyente libro antisemita, Los fundamentos del siglo XIX, se casó con Eva Wagner, hija del compositor.

## Afirmaciones sobre la influencia política del Círculo de Bayreuth
Nunca hubo ninguna organización llamada el «Círculo de Bayreuth» ni ningún grupo de personas que se identificaran con ese nombre, pero el término ha sido utilizado por algunos historiadores desde la década de 1960 como una etiqueta conveniente para los partidarios de Hitler asociados con Bayreuth. Algunos ejemplos de una asociación de este tipo son las siguientes citas:

Only with timely support from the Bayreuth circle, especially Houston S. Chamberlain, Winifred Wagner, and henchmen like Dietrich Eckhart in the Thule Society, could the unimpressive Hitler assume the self- then public image of a Wotan/Siegfried figure, complete with telling nickname: "Wolf".
Sólo con la ayuda oportuna del círculo de Bayreuth, especialmente de Houston S. Chamberlain, Winifred Wagner y esbirros como Dietrich Eckart de la Sociedad Thule, el mediocre Hitler podría asumir entonces la imagen pública de la figura de un Wotan/Siegfried, diciéndole un apodo: "Wolf" (lobo).

Thus Hitler himself admitted: 'It was Cosima Wagner's merit to have created the link between Bayreuth and National Socialism'. It was the Bayreuth circle which raised Wagner's message to the status of gospel, manoeuvring his ideas into a Germanic-Christian doctrine of salvation.
Así mismo, el propio Hitler admitió: 'El mérito de Cósima Wagner de haber creado el vínculo entre Bayreuth y el nacionalsocialismo'. Fue el círculo de Bayreuth el que elevó el mensaje de Wagner al nivel del Evangelio, manipulando sus ideas para convertirlas en una doctrina germánico-cristiana de salvación.

Fuertes en la afirmación, tales declaraciones carecen de validez de pruebas en su apoyo: hay que tener en cuenta que Eckardt murió en 1923, Chamberlain en 1927 y Cósima Wagner en 1930, es decir, antes de la primera victoria política del Partido Nazi en las elecciones de septiembre de 1930. Mientras que estos personajes eran (o habrían sido), sin duda, los partidarios de Hitler, poco o nada tuvieron que ver, y sin ninguna influencia, en su ascenso al poder. Estas citas también hacen que el típico, y sin fundamento, supuesto de muchos historiadores modernos de que el pueblo alemán en general (o incluso los nazis activos, en particular) conocían, ni les importaba, nada en absoluto Wagner o sus óperas.
La evidencia de un papel político activo desempeñado por un «Círculo de Bayreuth» como grupo, por tanto, es muy discutible.

## Personalidades citadas como miembros
Entre los que a menudo aparecen como «miembros» de un círculo de Bayreuth hitleriano está la segunda esposa del compositor, Cósima Wagner (fallecida en 1930), Winifred Wagner, esposa del hijo del compositor, Siegfried y Houston Stewart Chamberlain. Sin embargo, ninguno de los Wagner, tuvuieron un papel activo personalmente en el movimiento nazi, pero Hitler estuvo influido sin duda por Los fundamentos del siglo XIX de Chamberlain. Chamberlain se unió al Partido Nazi y contribuyó a sus publicaciones. El diario nazi Völkischer Beobachter le dedicó cinco columnas alabándolo en su 70 cumpleaños, describiendo los Fundamentos como el «Evangelio del movimiento nazi». Hitler asistió más tarde a los funerales de Chamberlain, en enero de 1927, junto con varios altos cargos del Partido Nazi. Otros miembros del supuesto «Círculo», como Winifred Wagner, fueron simpatizantes de Hitler, en parte por simpatía política, en parte con la esperanza de obtener ventajas (incluido el apoyo financiero) para el Festival de Bayreuth. Sin embargo, no hay pruebas de que las acciones de Chamberlain o Winifred Wagner -u otros asociados con Bayreuth- llevaran a Hitler al poder o tuvieran alguna influencia sobre él una vez que lo obtuvo.

## Bayreuth y la apropiación Nazi de la cultura alemana
Más tarde, en la era nazi, como parte de las intenciones de «nazificación» de la cultura alemana por parte de la propaganda del régimen, hicieron intentos específicos para apropiarse la música de Wagner como «nazi» y aparecieron artículos pseudoacadémicos como el de Paul Bülow llamado Adolf Hitler y el ideológico Círculo de Bayreuth (Zeitschrift fur Musik, julio de 1933). Tales artículos, como señaló Frederic Spotts, fueron los intentos nazis de reescribir la historia para demostrar que Hitler era parte integral de la cultura alemana. Escritores modernos afirman que ninguna significación política o social del «Círculo de Bayreuth» tuvo riesgo de caer en las trampas de lo establecido por los ideólogos nazis.